# Двур-Кралове-над-Лабем
Двур-Кралове-над-Лабем (чеш. Dvůr Králové nad Labem [ˈdvuːr ˈkraːlovɛː ˈnad labɛm] (в буквальном переводе — двор королевы на Лабе), бывш. нем. Königinhof an der Elbe) — город в Чехии, в Краловеградецком крае, на реке Эльба.
Население 16,1 тыс. чел. (2004). Площадь 35,8 км².
Развиты текстильная (хлопчатобумажная) промышленность и машиностроение.
Город впервые упоминается в 1270 году. Являлся владением богемских королев (отсюда и название).
В Двур-Кралове расположен один из крупнейших в Европе зоопарков (открыт 9 мая 1946 года; 290 видов животных на 2004 год). В 1965-1983 годах им руководил Йосеф Вагнер. Недалеко от Двур-Кралове, в Куксе, находится замок с многочисленными барочными скульптурами.
В 1817 в церковной башне (или погребе) была якобы «обнаружена» Краледворская рукопись — знаменитая подделка Вацлава Ганки.
29 июня 1866 года на улицах города произошло сражение между прусской и австрийской армиями.
В 1908 году здесь родился Ян Зденек Бартош — чешский композитор и скрипач.

## Население
| 1869    | 1869    | 1880    | 1880    | 1890    | 1900    | 1900    | 1910    | 1910    | 1921    | 1930    | 1930    |
| ------- | ------- | ------- | ------- | ------- | ------- | ------- | ------- | ------- | ------- | ------- | ------- |
| 6222    | ↗8365   | ↗8902   | ↘6813   | ↗10 898 | ↗10 913 | ↗13 201 | ↗15 051 | ↗17 766 | ↘15 615 | ↗18 839 | ↘16 585 |
| 1950    | 1950    | 1961    | 1961    | 1970    | 1970    | 1980    | 1980    | 1991    | 1991    | 2001    | 2001    |
| ↘16 083 | ↘14 190 | ↗15 885 | ↗16 904 | ↘16 828 | ↘16 085 | ↗17 911 | →17 911 | ↘16 976 | →16 976 | ↘16 381 | →16 381 |
| 2011    | 2014    | 2016    | 2017    | 2018    | 2019    | 2020    | 2021    | 2021    | 2022    | 2023    | 2024    |
| ↘15 754 | ↗15 988 | ↘15 882 | ↘15 839 | ↘15 733 | ↘15 594 | ↘15 550 | ↘15 471 | ↘14 950 | ↗15 170 | ↗15 348 | ↘15 339 |